# Cairo Challenger 1987
Il Cairo Challenger 1987 è stato un torneo di tennis facente parte della categoria ATP Challenger Series nell'ambito dell'ATP Challenger Series 1987. Il torneo si è giocato a Il Cairo in Egitto dal 16 al 22 marzo 1987 su campi in terra rossa.

## Vincitori

### Singolare
Alberto Tous ha battuto in finale  David de Miguel Lapiedra con il punteggio di 6–2, 6–3

### Doppio
Loic Courteau /  Tore Meinecke hanno battuto in finale  Jordi Arrese /  David de Miguel Lapiedra con il punteggio di 2–6, 7–6, 6–4